# Виноградов, Валерий Николаевич
Валерий Николаевич Виноградов — российский учёный в области зоотехнии, член-корреспондент РАСХН (2007), член-корреспондент РАН (2014).

## Биография
Родился 08.12.1954 г. в д. Ивановское Тутаевского района Ярославской области. Окончил Московскую ветеринарную академию им. К. И. Скрябина (1977).
В 1977—1983 гг. работал в колхозе «Ленинец» Ярославской области: зоотехник (1977—1978), главный зоотехник (1979—1980), председатель (1980—1983).
С 1983 г. бригадир, заместитель директора по производственной части (1985—1992), директор (1992—2002) экспериментального хозяйства «Кленово-Чегодаево».
В 2002—2011 директор ВНИИ животноводства. С 2007 г. — директор ГУП Экспериментальное хозяйство «Кленово-Чегодаево» ВНИИ животноводства.

## Научные труды
- Национальная технология замораживания и использования спермы племенных быков производителей / соавт.: Н. И. Стрекозов и др.; Всерос. НИИ животноводства. — М., 2008. — 158 с.
- Проблемы долголетнего использования высокопродуктивных коров / соавт.: Л. К. Эрнст и др.; Всерос. НИИ животноводства. — Дубровицы, 2008. — 205 с.
- ВИЖ — флагман зоотехнической науки / соавт.:Л. К. Эрнст и др.; Всерос. НИИ животноводства. — Дубровицы, 2009. — 233 с.
- Наставление по методам получения молока высокого качества на фермах и комплексах / соавт.: Н. В. Сивкин и др.; Всерос. НИИ животноводства. — Дубровицы, 2010. — 69 с.
- Система кормления свиней на доращивании и откорме с использованием про- и пребиотиков / соавт.: Р. В. Некрасов и др.; Всерос. НИИ животноводства. — Дубровицы, 2010. — 114 с.
- Альбом по искусственному осеменению крупного рогатого скота / соавт.: Х. А. Амерханов и др. — М.: Росинформагротех, 2011. — 171 с.

## Награды и звания
Доктор с.-х. наук (2006), член-корреспондент РАСХН (2007), член-корреспондент РАН (2014).
Заслуженный работник сельского хозяйства Российской Федерации (1999). Лауреат премии Правительства Российской Федерации в области науки и техники (2004).